# Zamzam-kilden
Zamzam-kilden er en brønd, der ligger ved Al-Haram-moskeen i Mekka. Ifølge islam er det en mirakuløst genereret kilde, der sprang spontant for tusinder af år siden, da Ibrahims søn Ismael blev efterladt med sin mor Hagar i ørkenen. Millioner af pilgrimme besøger brønden hvert år, mens de udfører pilgrimsvandring for at drikke af vandet.

## Galleri
- Den historiske brønd.
- Ved brønden i Mekka.
- Tapning af vandet fra kilden.